# 산청소방서
산청소방서(山淸消防署, Sancheong Fire Station)는 경상남도 산청군을 관할하는 경상남도 소방본부 산하의 소방서이다.
소방서장은 소방정으로 보한다.

## 조직
| - 소방행정과 - 소방행정계 - 예산장비계 | - 예방안전과 - 안전지도계 - 예방교육계 - 민원실 | - 현장대응단 - 대응총괄계 - 구조구급계 - 지휘조사팀 |

## 관할센터 및 관할구역
산청소방서는 2개의 119안전센터와 2개의 구조대를 산하에 두고 있다.
| 명칭                  | 사진 | 주소                  | 관할구역                               | 지역대        |
| --------------------- | ---- | --------------------- | -------------------------------------- | ------------- |
| 산청119안전센터       |      | 산청읍 중앙로 76-7    | 산청읍, 오부면, 생초면, 금서면, 차황면 | 금서119지역대 |
| 단성119안전센터       |      | 단성면 사직단로 447-8 | 단성면, 신등면, 신안면, 생비량면       | 신등119지역대 |
| 산청소방서 119구조대  |      | 산청읍 중앙로 76-7    | 경상남도 산청군 일원                   |               |
| 산청소방서 산악구조대 |      | 시천면 남명2길 7      | 시천면, 삼장면                         |               |

## 사건사고
- 2015년 9월 7일 벌집을 제거하던 소방관 1명이 순직하였다.[4]

## 같이 보기
- 대한민국 소방청
- 대한민국의 소방
- 대한민국 소방공무원